# Xã Emmett, Quận St. Clair, Michigan
Xã Emmett (tiếng Anh: Emmett Township) là một xã thuộc quận St. Clair, tiểu bang Michigan, Hoa Kỳ. Năm 2010, dân số của xã này là 2.654 người.